# Роберт Енніс
Роберт Джозеф Енніс (англ. Robert Joseph Annis, 5 вересня 1928, Сент-Луїс — 31 березня 1995, там само) — американський футболіст, що грав на позиції захисника за клуб «Сент-Луїс Сімпкінс-Форд», а також національну збірну США.

## Клубна кар'єра
У футболі відомий виступами за команду «Сент-Луїс Сімпкінс-Форд». Двічі вигравав Відкритий кубок США: в 1948 і 1950 році.

## Виступи за збірну
1948 року дебютував в офіційних матчах у складі національної збірної США. Протягом кар'єри у національній команді провів у її формі 1 матч.
У складі збірної був учасником  футбольного турніру на Олімпійських іграх 1948 року у Лондоні.
Був присутній в заявці збірної на чемпіонаті світу 1950 року у Бразилії, але на поле не виходив.
Помер 31 березня 1995 року на 67-му році життя. Похований на Воскресенському кладовищі в Аффтоні, штат Міссурі.

## Титули і досягнення
- Володар Кубку США (2):

«Сент-Луїс Сімпкінс-Форд»: 1948, 1950